# 석도

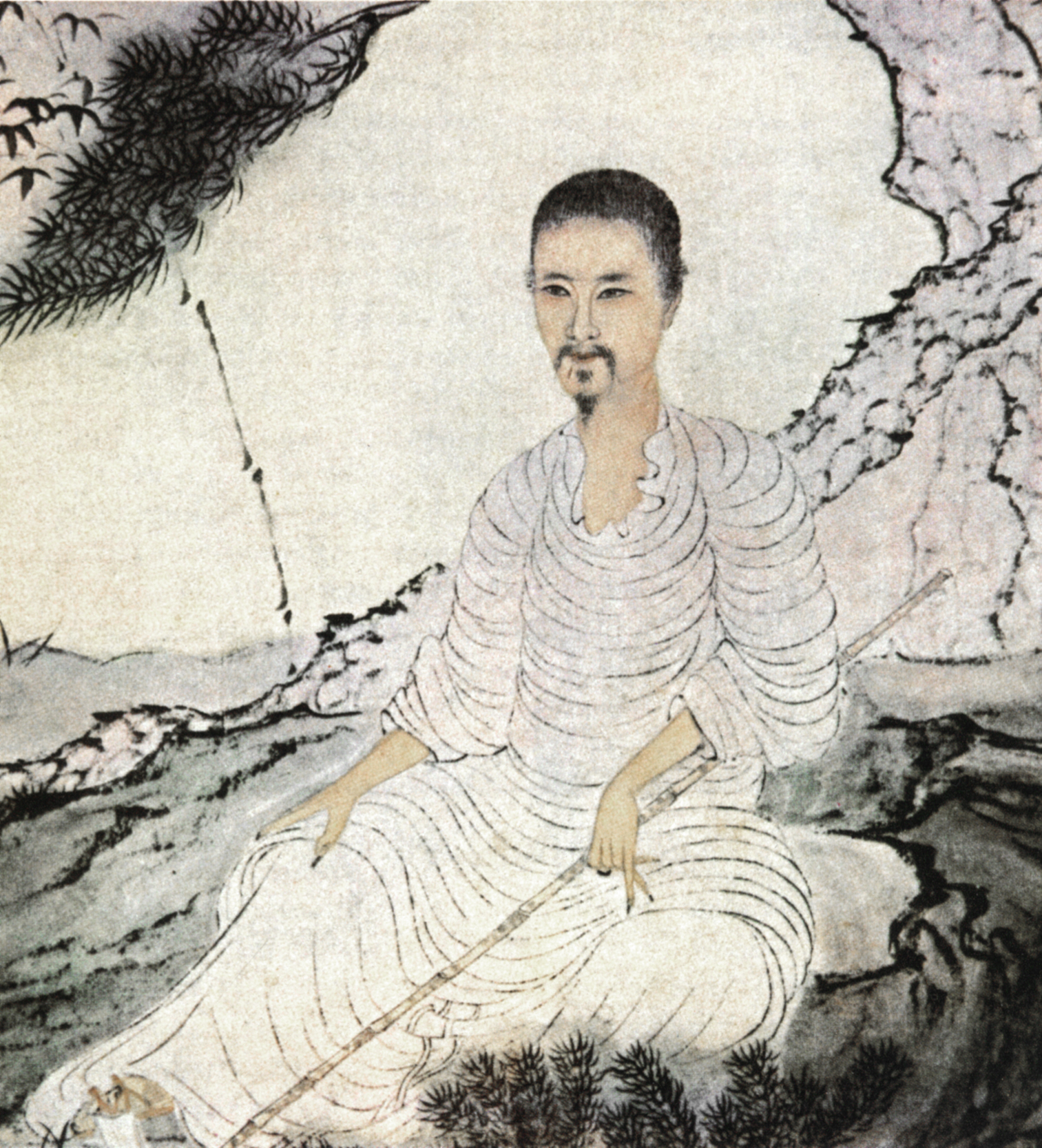
석도

석도(石濤, 1642년 ~ 1707년)는 명말 청초의 화가이다. 본래 성은 주(朱), 이름은 약극(若極)이며, 석도는 자(字)이다. 호는 대척자(大滌子)·청상진인(淸湘陳人)·고과화상(苦瓜和尙)·할존자(瞎尊者) 등이 있고 법호는 원제(元濟, 原濟) 등이 있다. 저서로 《화어록(畵語錄)》을 남겼다.

## 작품

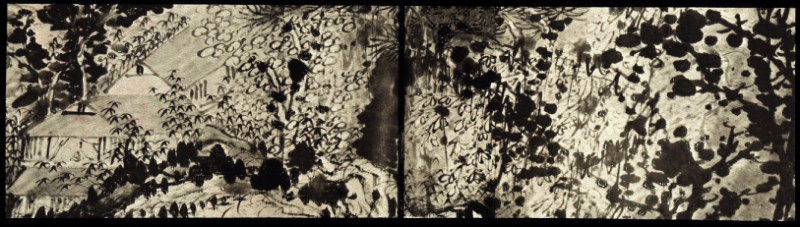
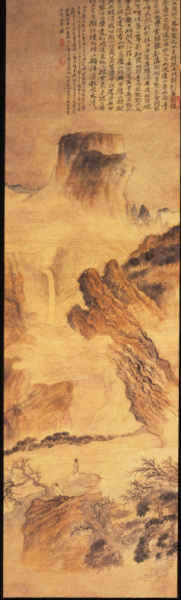
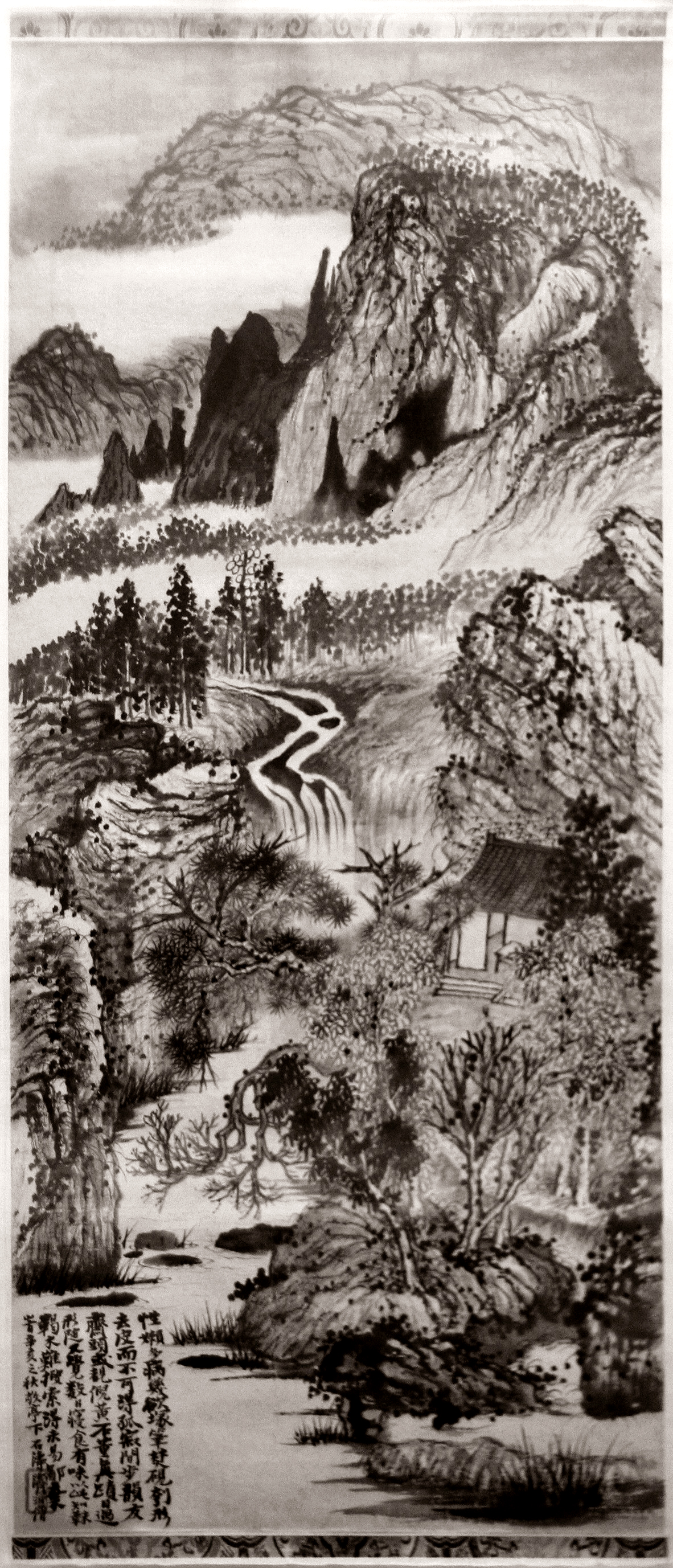
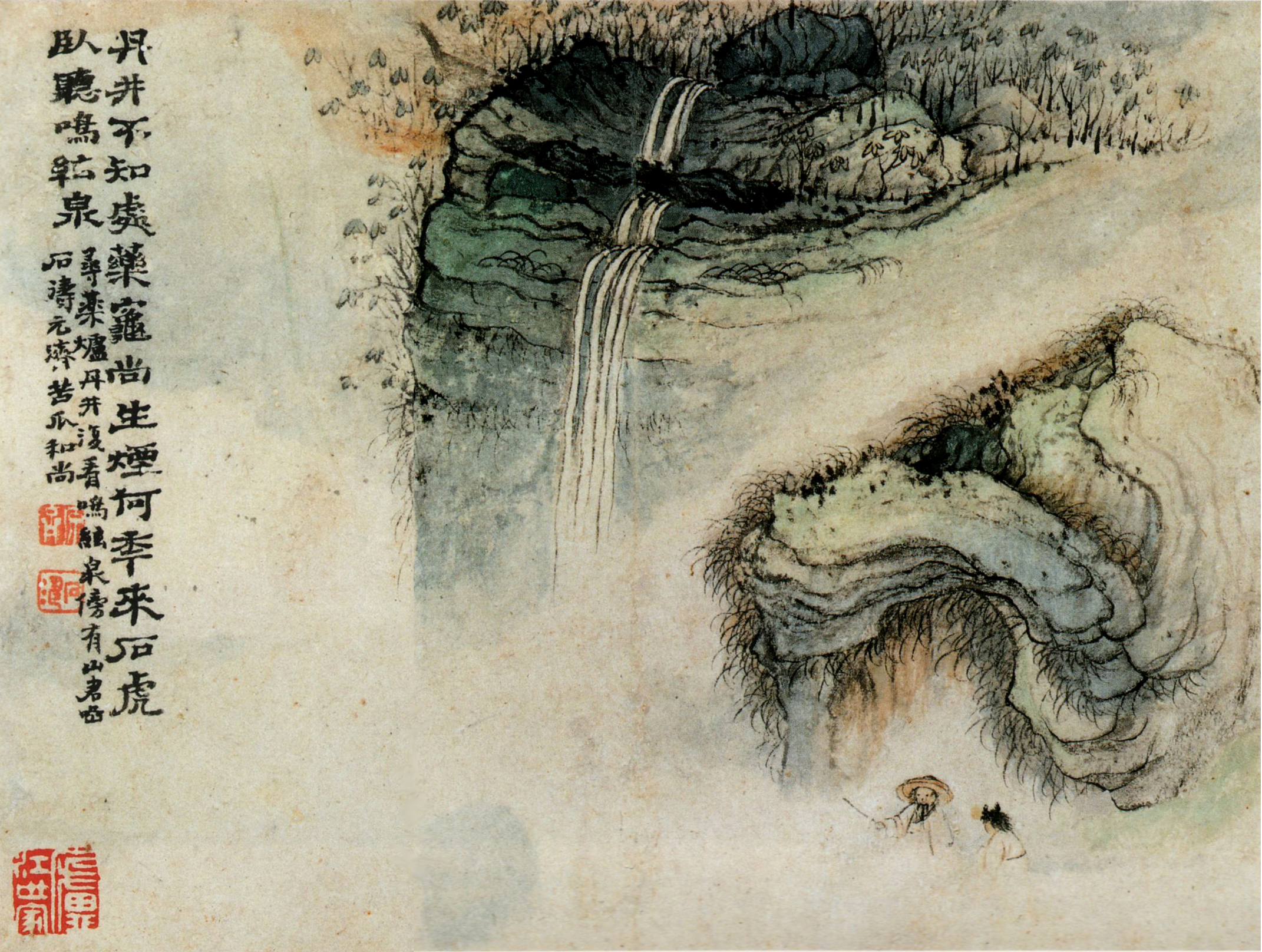
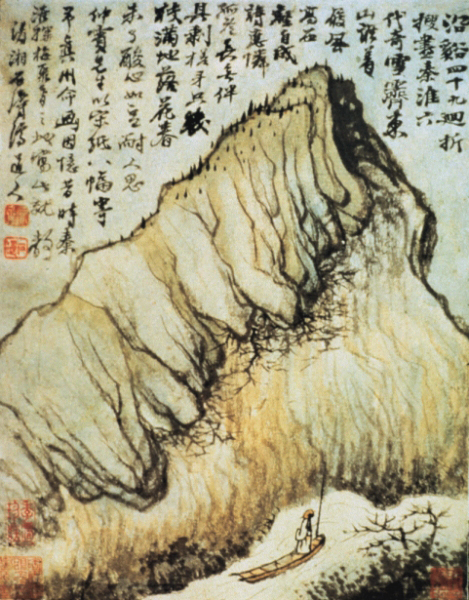
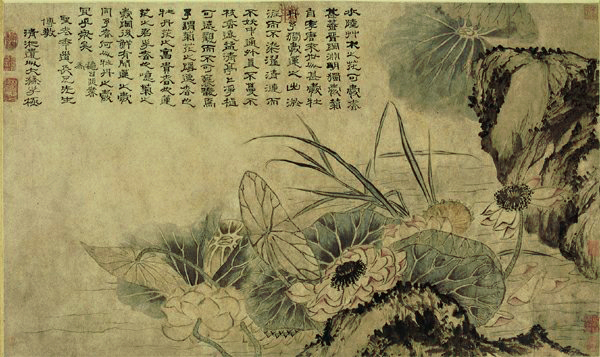
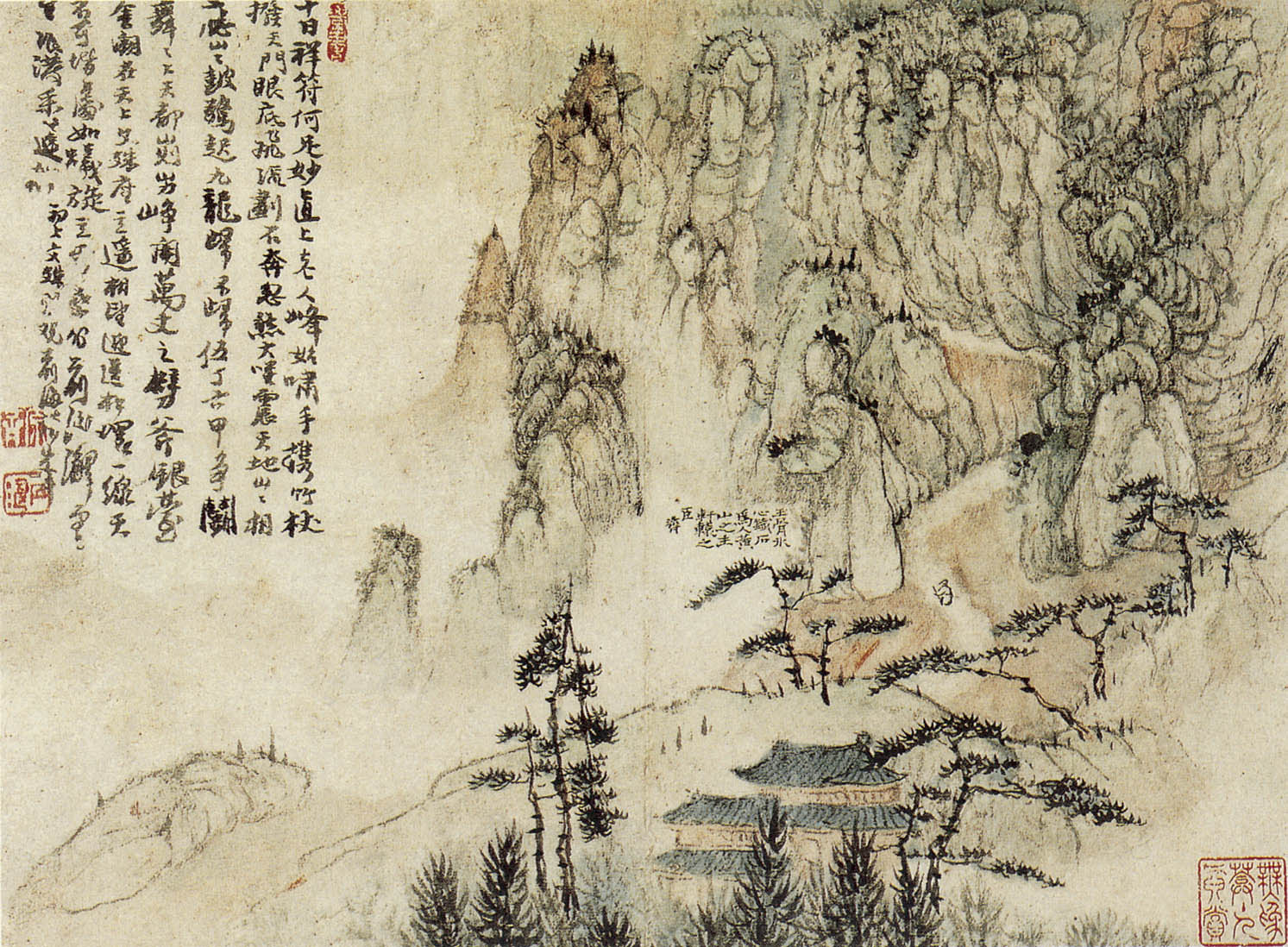
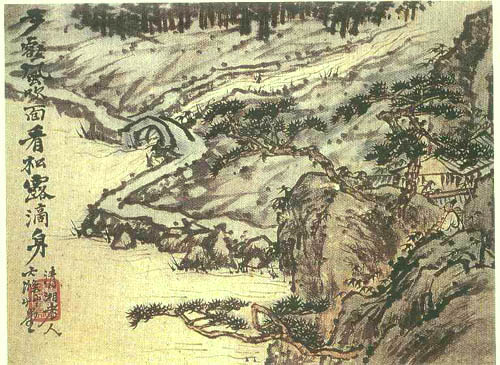
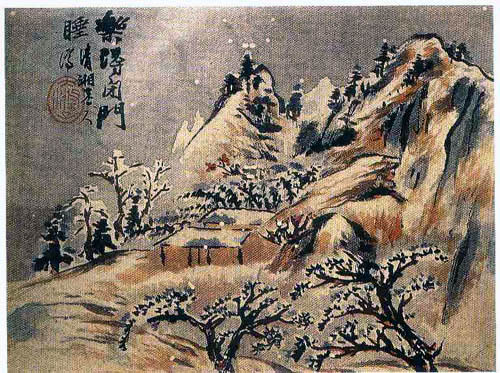
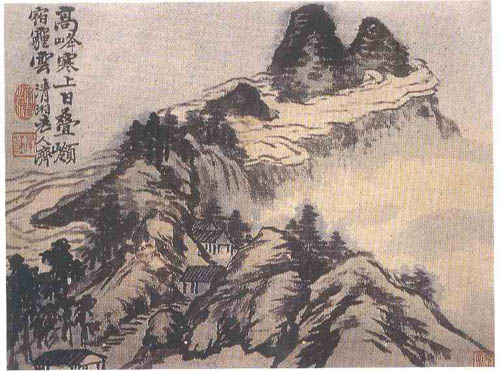
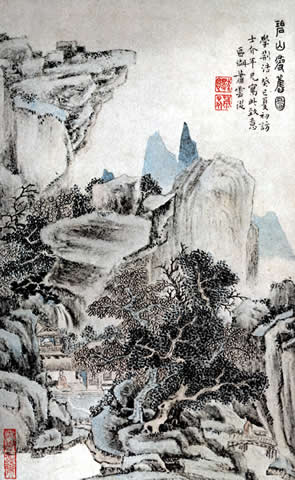
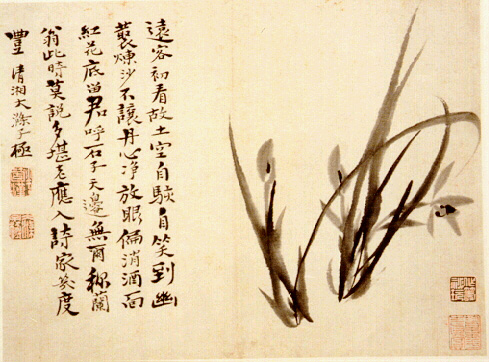

## 같이 보기
- 팔대산인

## 참고 자료
- 김용옥, 《석도화론》